# Ivan Kljun
Ivan Vasil'evič Kljun, nato Kljunkov, (in russo Иван Васильевич Клюн?; Bol'šie Gorki, 1º settembre 1873 – Mosca, 13 dicembre 1943), è stato un pittore, scultore e filosofo russo d'avanguardia, associato al movimento suprematista.

## Biografia
Suo padre era un falegname. Nel 1881, cercando di migliorare le loro condizioni economiche, la famiglia si trasferì a Kiev. Nel 1890 si trasferirono di nuovo nella Polonia russa. Ivan ricevette la sua formazione artistica iniziale presso la Società per l'incoraggiamento delle belle arti (Towarzystwo Zachęty Sztuk Pięknych) a Varsavia, nel 1890, mentre lavorava come contabile. Nel 1898 si trasferisce a Mosca, dove frequenta gli studi di Fëdor Rerberg e Il'ja Maškov.
La sua conoscenza più importante, tuttavia, arrivò nel 1907 quando conobbe Kazimir Malevič e fu presentato agli artisti dell'avanguardia russa. Ciò lo influenzò profondamente, sebbene si sia unito al Salone di Mosca quando fu creato nel 1910 e sia rimasto membro fino al 1916. Originariamente lavorò in stile simbolista ma, nel 1913, per l'influenza di Malevič, iniziò a esibirsi con un gruppo di San Pietroburgo conosciuto come "Sojuz Molodëži" (Unione della Gioventù). A quel tempo, si appassionò al Cubo-futurismo, iniziò a produrre sculture (sotto l'influenza di Vladimir Tatlin e in seguito si esibì con molti altri gruppi di avanguardia.
Nel 1915 produsse litografie e un breve capitolo per il libro Тайные пороки академиков (I vizi segreti degli accademici) del poeta Aleksej Kručënych. Il libro era una dura critica al simbolismo e al decadentismo in generale. Nello stesso anno divenne un seguace del suprematismo di Malevič, l'anno successivo, si unì al suo gruppo noto come Supremus. Mentre era nel gruppo aiutò a preparare un manifesto e un diario che non furono mai pubblicati. Collaborò anche con il Centro folkloristico del villaggio di Verbovka, lavorando con artigiani contadini.
Dal 1918 al 1921 fu professore al Vchutemas, la scuola d'arte e tecnica statale. Dal 1920 fu membro di Inchuk (Istituto di cultura artistica) e, dopo il 1921, Membro Corrispondente della GAHN Accademia Statale di Scienze Artistiche.
Fino alla metà degli anni 1920 le sue opere erano in gran parte forme geometriche. Alla fine degli anni 1920 ha sviluppato un interesse per l'arte moderna dell'Europa occidentale, in particolare i francesi, copiando opere di Picasso e Braque. Era particolarmente attratto dalle opere di Amédée Ozenfant. All'inizio degli anni '30 creò numerose nature morte nello stile purista. Dalla metà degli anni '30 in poi, lui e la maggior parte degli artisti sovietici furono costretti a dipingere opere di realismo socialista. Come risposta creò nature morte e paesaggi realistici e li regalava ad amici e parenti.

## Pitture scelte

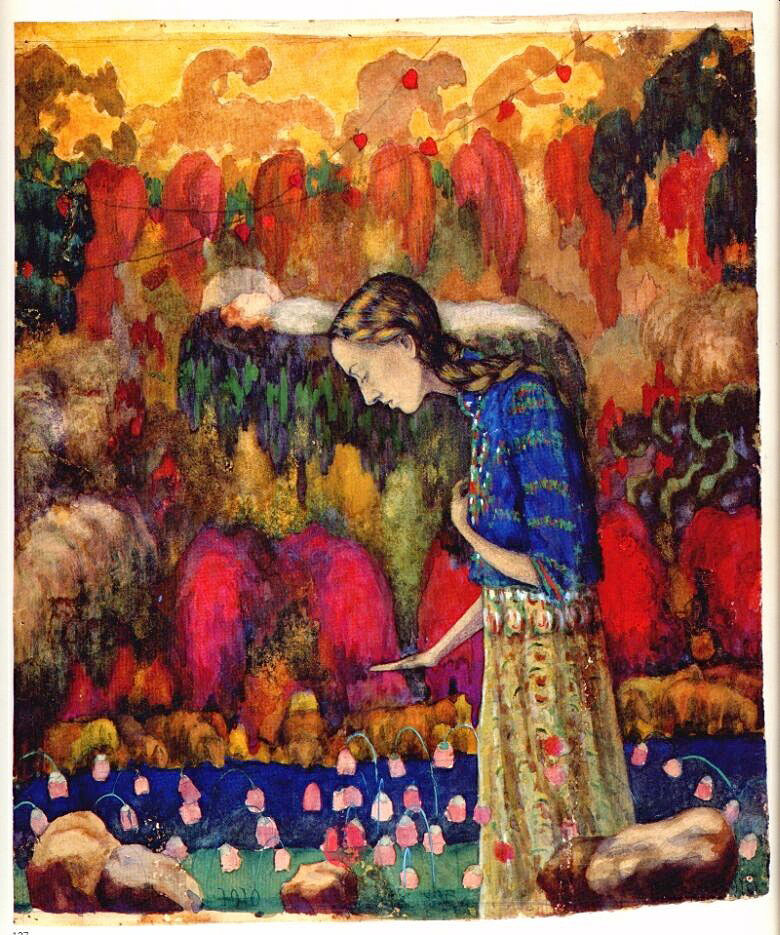
Ritratto della moglie dell'artista (1910)
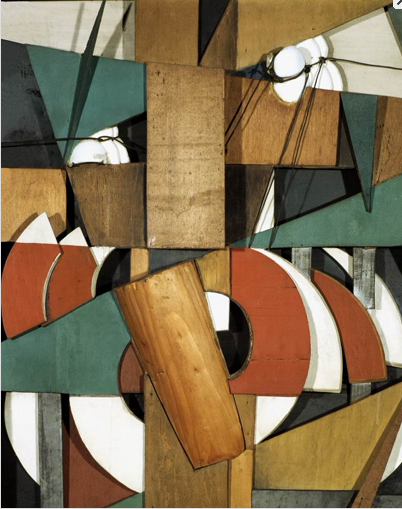
Paesaggio in corsa (prima del 1915)
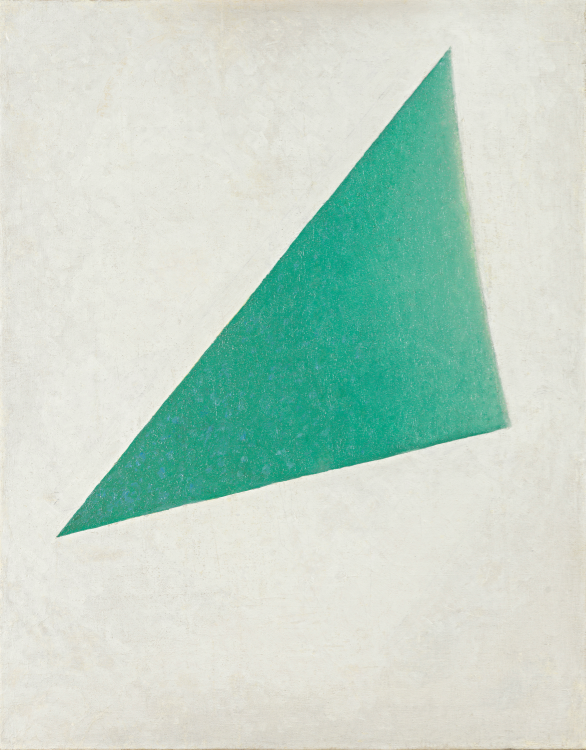
Composizione (1917)
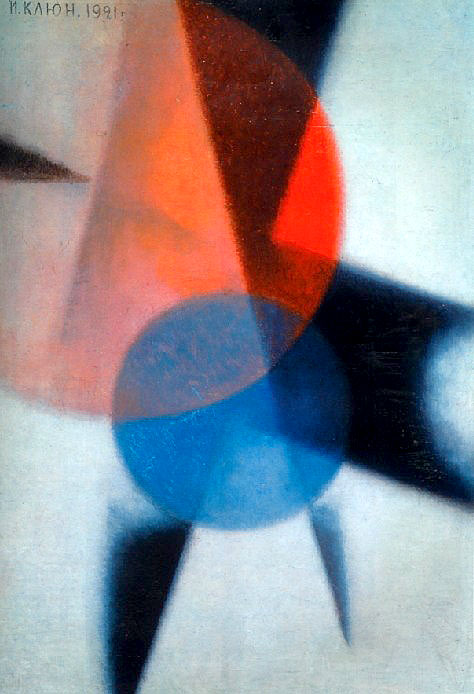
Composizione astratta basata sul principio del colore chiaro (1921)
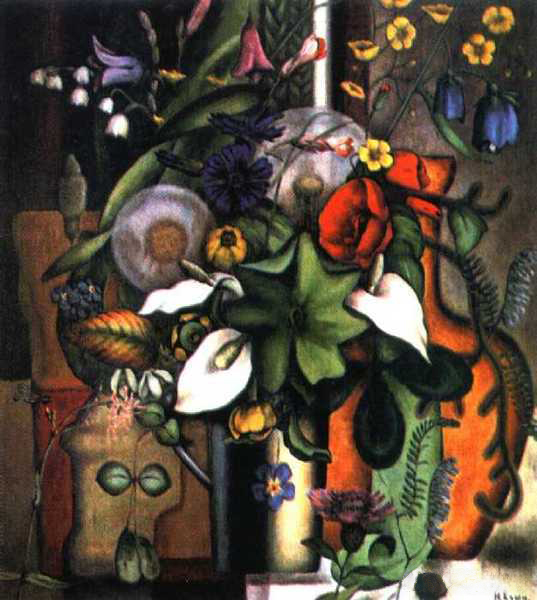
Natura morta con fiori e brocca (1929)